# Пеев, Георгий
Гео́ргий Ивано́в Пе́ев (болг. Георги Иванов Пеев; род. 11 марта 1979[…], София) — болгарский футболист, правый полузащитник. После завершения карьеры — футбольный агент.

## Клубная карьера
Занимается футболом с 12 лет. Первый тренер — Иван Коцев (школа ФК «Локомотив» София).
В 1997 году подписал профессиональный контракт с клубом «Локомотив» (София). В 2000 году за 2,5 миллиона долларов был продан в киевское «Динамо». В сезоне 2005/06 был в аренде в днепропетровском «Днепре».
В 2007 году перешёл в «Амкар» за 450 тысяч долларов, отметив позже, что пермская команда была единственной, желавшей выкупить его трансфер, а не взять в аренду. Дебют Пеева состоялся в феврале в кубковом матче против «Москвы». Матч 18 тура против «Зенита», который игрок пропускал из-за дисквалификации, провёл в роли комментатора вместе с Геннадием Орловым. Первый мяч провёл в игре с «Крыльями Советов». Всего в том сезоне он сыграл 29 матчей, забил 2 гола и отдал 6 голевых передач.
В лучшем сезоне за историю «Амкара» Пеев выходил в стартовом составе во всех 30 играх и сумел забить 4 гола и отдать 3 голевых передачи. Вместе с командой, помимо 4 места в чемпионате, стал финалистом кубка России, в котором «Амкар» проиграл по пенальти ЦСКА. В том матче полузащитник отыграл 91 минуту.
После ухода Миодрага Божовича на тренерский мостик клуба вступил хорошо знакомый Пееву по сборной Болгарии Димитар Димитров. Несмотря на неудачный для клуба сезон, Пеев отыграл на очень хорошем уровне. Всего в чемпионате России 2009 в 28 матчах отдал 2 голевых передачи и забил 2 гола, в том числе победный мяч в ворота «Рубина».
В сезоне Пеев был явным лидером, каждый из его 4 голов и 7 голевых передач в 23 играх приносили команде очки, а сам игрок наряду с Данко Лазовичем стал вторым распасовщиком лиги. Летом Пеев получил первую серьёзную травму за время выступления в Перми — из-за операции на грыже игрок пропустил 6 матчей за 1,5 месяца.
После того, как стало известно, что «Амкар» из-за финансов не снимется с Премьер-Лиги, Пеев подписал новый контракт с клубом до конца сезона 2012/13, по которому он стал получать 700 тысяч евро в год. Гол в матче 39 тура в ворота Крыльев Советов посвятил мяч своему другу Стилияну Петрову, который за несколько дней до этого узнал диагноз острый лейкоз.
Отыграв 4 стартовых тура, Пеев получил травму, но, пропустив больше месяца, в матче против «Волги» сделал дубль, что помогло «Амкару» добиться победы 3:2.
В стартовом матче чемпионата России по футболу против «Томи» забил два гола с пенальти, принеся «Амкару» победу — 2:0.
В первой части сезона 2014/15 тренером «Амкара» был Славолюб Муслин, который решил сделать ставку на омоложение состава и испортил отношения с некоторыми возрастными футболистами. Пеев нечасто попадал в состав, однако когда играл, был полезен, например, забил гол московскому «Спартаку» в домашнем матче. Сразу после начала зимней паузы в чемпионате Муслин был уволен. Новым главным тренером был назначен Гаджи Гаджиев, который сразу сказал, что рассчитывает на Пеева. После прихода Гаджиева Пеев стал появляться на поле регулярно. Всего в сезоне 2014/15 принял участие в 15 играх и забил 5 голов.
В январе 2016 стал играющим тренером клуба. 22 апреля 2016 объявил, что разорвал контракт с клубом из-за конфликта с Гаджиевым после матча 1/2 финала Кубка России против «Зенита».

## Выступления за сборную
Пеев дебютировал за национальную команду Болгарии в 1999 году. Со следующего года он стал неотъемлемой частью сборной и принимал участие в Чемпионате Европы по футболу 2004 года. На том турнире Болгария не смогла выйти из группы. Георгий перестал вызываться в сборную и сыграл свой следующий после Евро матч только в 2006 году. После перехода в «Амкар» он сыграл ещё 4 матча, а потом перестал вызываться до 2010 года, когда отыграл 2 полных матча против Бельгии и ЮАР. 30 марта 2011 года Пеев официально объявил об уходе из сборной.

## Достижения
- Чемпион Украины (3): 2000/01, 2002/03, 2003/04
- Обладатель Кубка Украины (2): 2002/03, 2004/05
- Обладатель Кубка Содружеств: 2002
- Финалист Кубка России: 2007/08
- Лучший футболист Пермского края (5): 2008, 2009, 2010, 2012/13, 2013/14